# Clarence Morley
Clarence Joseph Morley, född 9 februari 1869 i Dyersville, Iowa, död 15 november 1948 i Oklahoma City, Oklahoma, var en amerikansk jurist och politiker (republikan). Han vann guvernörsvalet i Colorado 1924 som Ku Klux Klans favorit. Under sin mandatperiod 1925–1927 lyssnade han på klanens synpunkter i sin ämbetsutövning.
Morley gick i skola i Iowa och flyttade 1890 till Trinidad, Colorado där han arbetade vid en domstol. Sina juridikstudier avlade han vid University of Denver och år 1918 fick han en domarbefattning.
Ku Klux Klan nådde höjdpunkten av sin makt i Colorado i mitten av 1920-talet men guvernör William Ellery Sweet var en betydande stötesten för dess ambitioner. Klanen ville ändra på maktbalansen och följaktligen satsade den stort på republikanernas valkampanj år 1924. Republikanerna hade inget starkt ledarskap i Colorado på den tiden och klanen lyckades få igenom flera av sina kandidater på partiets listor. Morley vann guvernörsvalet men klanen vann även valet om delstatens statssekreterare och fick en majoritet i delstatens representanthus. I praktiken var John Galen Locke, KKK-ledaren i Colorado, den dominerande personen i delstatspolitiken under Morleys tid som guvernör. Medborgarna var missnöjda med Morley som utökade polisens makt speciellt i fråga om den lagövervakning som gällde förbudslagstiftningen. Republikanerna splittrades dock i praktiken på grund av klanens infiltrering av partiet i Colorado. I delstatens senat ledde demokraten Billy Adams motståndet mot alla lagförslag som kom från klanen och då han fick stöd från de republikaner som inte var anhängare av klanen, blockerades en stor del av klanens agenda i utskottsarbetet.
Efter sin tid som guvernör grundade Morley börsmäklarfirman C.J. Morley & Company i Indianapolis. Efter tre år återvände han till Denver där han arbetade som advokat. Morley hade i Indiana i samband med sin börsmäklarverksamhet gjort sig skyldig till ett federalt brott, postbedrägeri, och fick tillbringa fem år i det federala fängelset i Leavenworth i Kansas. Morleys grav finns på Fairmount Cemetery i Denver.